# Laura Grimond
Pour les articles homonymes, voir Bonham-Carter et Grimond.
Laura Miranda Grimond, baronne Grimond (née Bonham-Carter ; 13 octobre 1918 - 15 février 1994) est une femme politique du Parti libéral britannique et l'épouse du chef du parti Jo Grimond. 

## Jeunesse
Elle est née à Marylebone, Londres, la fille de Sir Maurice Bonham Carter et de Violet Asquith. Elle est la petite-fille du premier ministre libéral, Herbert Henry Asquith. Elle est également la sœur aînée de Mark Bonham Carter, qui est le vainqueur libéral de l'élection partielle de 1958 à Torrington et de Raymond Bonham Carter, qui est le père de l'actrice Helena Bonham Carter. En 1938, elle épouse Jo Grimond . Le couple a quatre enfants: 
- (Joseph) Andrew Grimond (26 mars 1939 - 23 mars 1966)[3], un sous-rédacteur en chef de The Scotsman, qui a vécu à Édimbourg jusqu'à son suicide à l'âge de 26 ans.
- Grizelda "Gelda" (Jane) Grimond (1942-2017), qui a une fille Katherine (née en 1973) du réalisateur et metteur en scène Tony Richardson.
- John (Jasper) Grimond (né en octobre 1946), ancien rédacteur en chef étranger de The Economist sous le nom de Johnny Grimond, maintenant écrivain, qui en 1973 épouse Kate Fleming (née en 1946), fille aînée de l'écrivain Peter Fleming et l'actrice Celia Johnson, et a trois enfants avec elle. Il est l'auteur principal de The Economist Style Guide [4]
- (Thomas) Magnus Grimond (né le 13 juin 1959)[5],  journaliste et correspondant financier, marié à l'auteure de voyage Laura Grimond (née Raison), et père de quatre enfants.

## Carrière politique
Laura Grimond est candidate libérale pour la circonscription de West Aberdeenshire aux élections générales de 1970. West Aberdeenshire est un siège que les libéraux avaient gagné sur les conservateurs lors des précédentes élections générales. Le vainqueur libéral James Davidson décide de ne pas se représenter et fait campagne pour Laura Grimond. Ses chances d'occuper le siège se sont amoindries lorsqu'un candidat du SNP se présente. Cependant, The Times, le journal national à tendance conservatrice, tient à l'appuyer par son nom; par "une invocation de" l'idéal Asquith ", qui appelait avec ardeur à davantage de députés libéraux et en particulier à Mme Laura Grimond." . Lors d'une élection difficile pour le Parti libéral à l'échelle nationale, les conservateurs regagnent le siège, la battant par plus de 5 000 voix. Elle ne s'est plus présentée au Parlement . Elle continue à être active pour le Parti libéral au niveau national; De 1983 à 1985, elle est présidente de la Fédération libérale des femmes. Trois fois au milieu des années 1980, elle est apparue comme porte-parole du parti à l'heure des questions de la BBC. Elle est également active localement aux Orcades. Elle est conseillère pour Firth & Harray et présidente du comité du logement du Orkney Islands Council . 
En 1968, Laura Grimond était cofondatrice de la Orkney Heritage Society. 